# ديك كينغ (لاعب كرة قدم أمريكية)
ديك كينغ (بالإنجليزية: Dick King)‏ هو لاعب كرة قدم أمريكية أمريكي، ولد في 9 فبراير 1895 في بوسطن في الولايات المتحدة، وتوفي في 16 أكتوبر 1930 في بوغوتا في كولومبيا.